# Treboadas
Treboadas, o Zés Pereiras, son grupos musicales propios del Bajo Miño gallego y del Alto Miño portugués. Su principal característica es el uso de bombos de treboada, instrumentos de gran tamaño que se tocan con las dos manos.

## Características

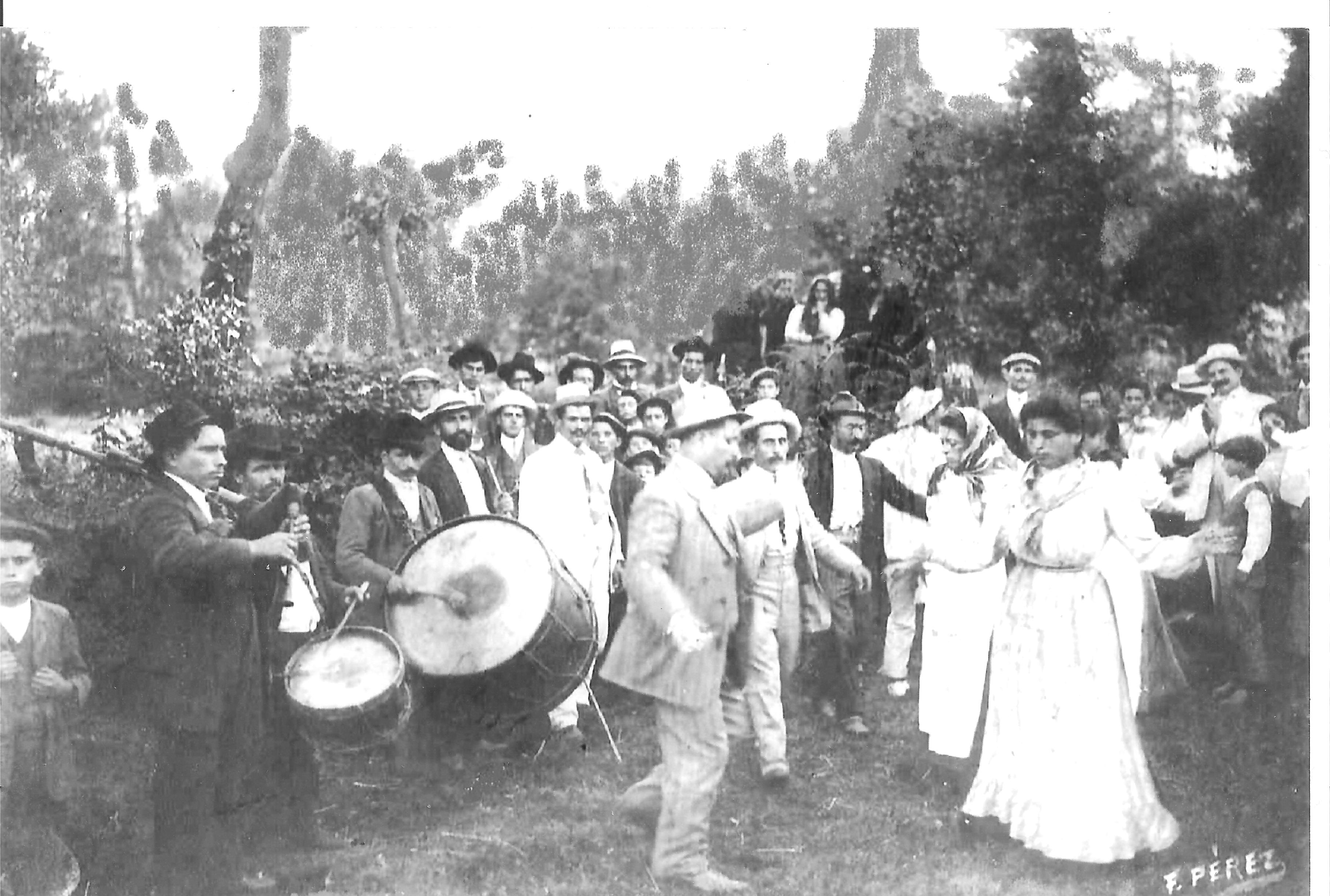
Treboada antigua (gaita de barquín, tambor de mallada y tambor) del gaitero Benito Moure en una romería.

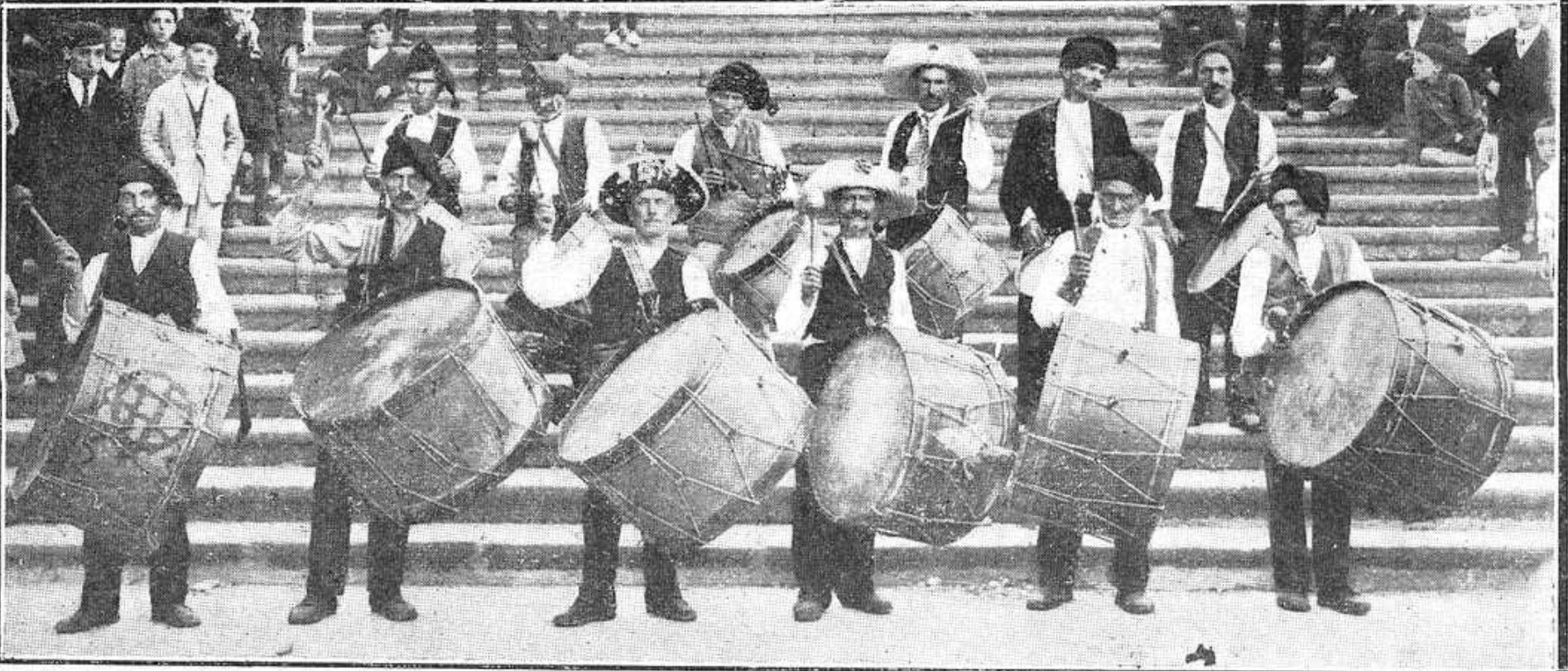
Zés Pereira en Compostela (1922).

Las treboadas más antiguas registradas estaban compuestas por una gaita de barquín, un tambor grande y un bombo de treboada. Estos antiguos tambores son anteriores al bombo moderno, que apareció en el siglo XIX de la mano de bandas populares de música, pues su presencia está documentada en la zona desde el siglo XVI. La aparición de este nuevo tipo de agrupación en el panorama musical gallego sustituyó a las treboadas en los bailes de las fiestas, relegándolos a actuaciones en alboradas, desfiles de gigantes y cabezudos o marchas procesionales.
Desde principios del siglo XX, los grupos de treboadas han ido sustituyendo la gaita de barquín por la gaita de fol, cambiando el tambor por la caja, y aumentando el número de bombos, hasta llegar a cinco o más.  En el Baixo Miño era tradición que recorrieran las parroquias el 15 de agosto,  finalizando el recorrido con un encuentro en lo alto del monte Tegra, donde se llevaba a cabo una " tormenta (treboada en gallego) musical" con los bombos como protagonistas. Se desconoce el motivo y el origen de este ritual,  aunque todavía hoy se conserva en forma de romería laica, la fiesta del Monte da Guarda. 
En el Alto Miño portugués, las treboadas se conocen como Zés Pereiras, en referencia a las Zés-P'reiras, nombre que allí se da popularmente a los grandes bombos.  Desde la década de 1940, debido a las políticas fronterizas del Estado Novo de Salazar y del régimen franquista, las formaciones portuguesas han evolucionado de forma diferente a las gallegas.  Del lado portugués, las concertinas sustituyeron a las gaitas en el trabajo melódico, y los bombos ganaron protagonismo. En la actualidad existen Zés Pereiras que se componen exclusivamente de bombos y tambores.
En el siglo XXI, los intercambios culturales facilitan el regreso de grupos gallegos y portugueses a sus orígenes comunes, siendo abundantes las manifestaciones conjuntas de grupos de ambas orillas del Miño. 